# مکان بهداشتی
مکان بهداشتی (انگلیسی: Health facility) به‌طور عمومی هرجایی‌ست که در آن خدمات مراقبت سلامت عرضه می‌شود.